# Pseudoclodia lateralis
Pseudoclodia lateralis là một loài bọ cánh cứng trong họ Cerambycidae.